# Serie A2 1980-1981 (pallacanestro femminile)
La Serie A2 1980-1981 è stata la prima edizione del nuovo secondo livello della 50ª stagione della pallacanestro femminile in Italia.

## Girone A
1. Ginnastica Comense 1872 pt.44 --> Promossa in Serie A1
2. Unicar Cesena pt.44
3. Banco Ambrosiano Milano pt.40
4. Busto Arsizio pt.40
5. Abano Basket pt.30
6. Alcione Rapallo pt.24
7. Galli San Giovanni Valdarno pt.24
8. Pallacanestro Crema pt.24
9. Codroipo pt.20
10. Ancona pt.20
11. Annabella Pavia pt.18
12. Libertas Bologna pt.18
13. Pisa pt.14
14. Edelweiss Albino pt.14

## Girone B
Posizioni alla penultima giornata:
1. Varta Pescara pt. 48
2. Pasta Matic Napoli pt. 40
3. Play Basket Barletta pt. 36
4. Santa Marinella Basket pt. 33
5. Corvo Palermo pt. 32
6. CUS Chieti pt. 24
7. Pall. Avellino pt. 20
8. Scuderi Viterbo pt. 20
9. Priolo Basket pt. 16
10. Cong. Cagliari pt. 16
11. Talbot Stabia pt. 16
12. CUS Cagliari pt. 16
13. S.Orsola Sassari pt. 12
14. CUS Siena pt. 8

## Verdetti
- Promosse in Serie A1:  Como e Pescara
- Retrocesse in Serie B:  Siena.